# Стахов, Остап Николаевич
Остап Николаевич Стахов (род. 1 мая 1956 года, Мельна) — украинский бандурист. Заслуженный артист Украины (1992), Народный артист Украины (2014).

## Биография
Остап Николаевич Стахов родился 1 мая 1956 года в селе Мельна. В 1981 году окончил Львовскую государственную консерваторию им. Н. Лысенко (ныне Львовская национальная музыкальная академия имени Николая Лысенко) по классу В. Герасименко, получив специальность бандуриста.
С 1981 года работал артистом-бандуристом в Львовской филармонии. В 1983—1985 годах — солист вокально-инструментального ансамбля «Ватра» Львовской филармонии. С 1985 года по 1986 год — руководитель и солист фольклорного ансамбля «Дримба» Львовской филармонии. В 1987 году выступал в концертном турне в Польше и Чехии. С 1988 года — основатель и руководитель народной театра календарно-обрядового творчества при Дворце культуры им. Г. Хоткевича в г. Львове. Дебютировал с рождественской программой «Вертеп». С 1989 по 1992 год — старший преподаватель Львовской государственной консерватории им. Н. Лысенко. В 1989 года стал автором фольклорной программы «На Ивана — на Купала» в Музее народной архитектуры и быта «Шевченковский гай» (г. Львов). Записал цикл программ на телевидении — «Играй, моя бандура». В октябре 1988 года выпустил театрализовано-концертную программу патриотических песен «Гей, ви, Стрільці Січовії» на стадионе «Украина» (г. Львов). В 1990—1991 годах выступал в Греции и Франции. В 1992—1993 годах выступал в США, в 1993—1994 годах — в Канаде, в 2001 году — на Мировом чемпионате исполнительских искусств (г. Лос-Анджелес, США), где завоевал золотую и серебряные медали за пение и исполнение произведений на бандуре.
С 2002 по 2011 год — Национальный директор Всемирного чемпионата исполнительских искусств от Украины. В 2007 году создал оркестр современной народной музыки, выступающий с программами «Рождество во Львове», «Дух Украины». В репертуаре оркестра — украинская народная музыка.
С участием А. Стахова сняты видеофильмы: «Бандурист Остап Стахов», «Эй, там на горе Сечь идет», «Маршируют уже повстанцы», «Колядки и рождественские песни», «Вертеп», «Кобзарська дума», «Веснушки, гаивки». В 1980 годах выполнил записи украинских народных песен под бандуру на радио Москвы и Киева. Выступал В Москве в Колонном зале Дома Союзов, в программах советского телевидения «Голубой огонек». Выпустил кассеты и диски с записями украинских народных песнен, произведениями украинских композиторов: Ивасюка, И. Билозира, О. Албула. Член жюри фестивалей и конкурсов: «Черноморские игры», «Надежда», «Украина XXI века» и др.
В последние годы выступает с благотворительными концертами, на праздничных концертах. Одно из таких выступлений состоялось в августе 2011 года в Национальной опере в Киеве на форуме-съезде Украинского всемирного координационного совета, куде съехались делегаты украинской диаспоры из всех частей мира. В октябре 2010 года избран депутатом Львовского областного совета, член постоянной комиссии по вопросам культуры, историко-культурного наследия.

## Альбомы
- Пам’яті В. Івасюка.
- Коляди. Земля-Мати торжествує.
- З нами Бог! (Коляди).
- Різдвяна коляда з Остапом Стахів
- Остап Стахів: «На небі зірка дивна зійшла»
- Різдво у Львові Остап Стахів 1/6
- Гурт Остапа Стахіва. Подай дівчино ручку на прощання.

## Награды и звания
- Заслуженный артист Украины (1992)
- Народный артист Украины (2014)
- Юбилейная медаль «20 лет независимости Украины» (2011)
- Дипломант XII-го Всемирного фестиваля молодежи и студентов в Москве (1985)